# Backplane

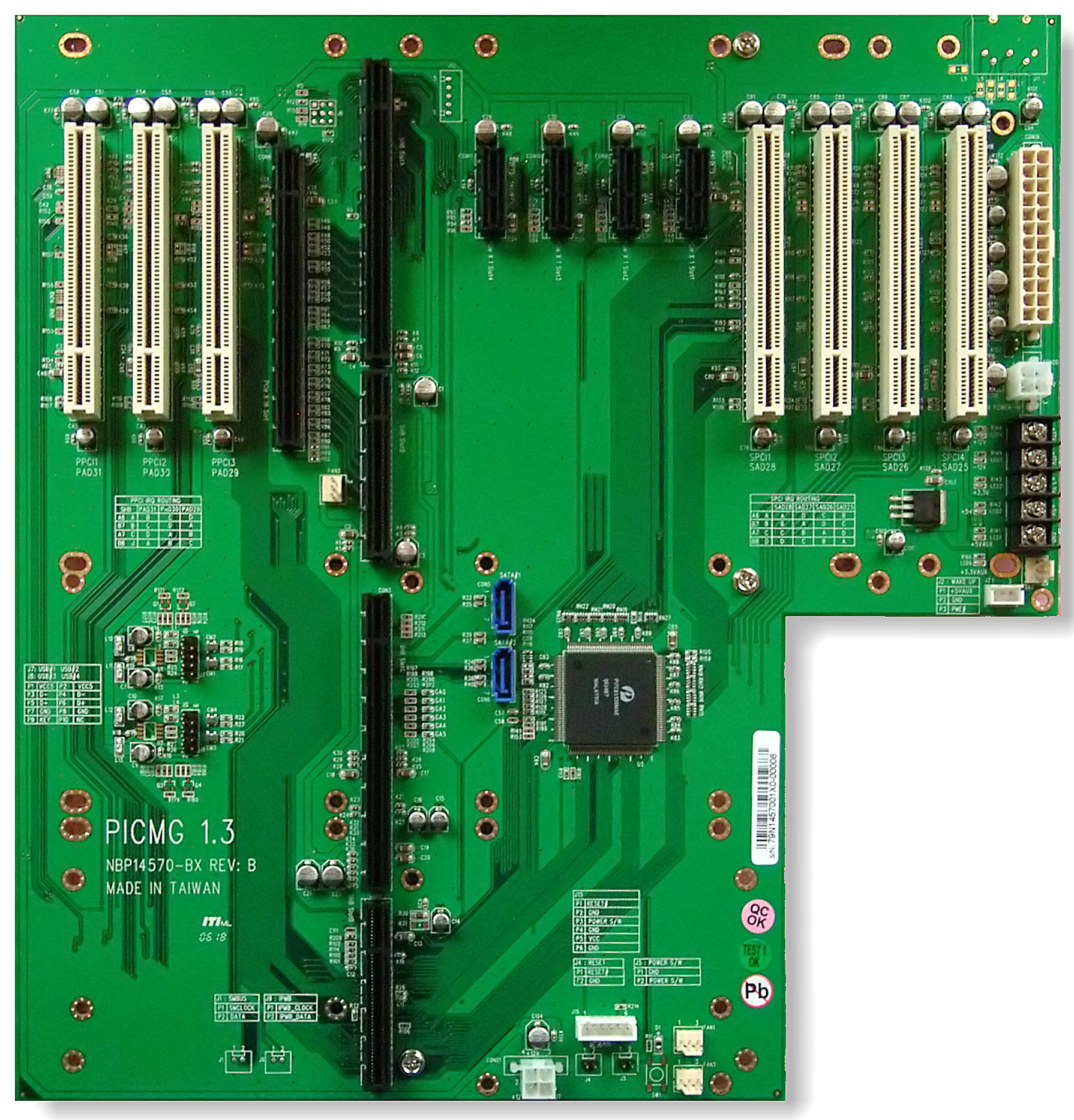
Backplane amb ranures PCI, PCIe×1 y PCIe×16

Un sistema backplane o simplement backplane és una placa de circuit (en general, una placa de circuit imprès) que connecta diversos connectors en paral·lel un amb l'altre, de tal manera que cada pin d'un connector estigui connectat al mateix pin relatiu de la resta de connectors, formant un bus d'ordinador. S'utilitza com a columna vertebral per connectar diverses plaques de circuit imprès (targetes) que juntes formen una ordinador. Un dels primers sistemes a utilitzar aquest enfocament va ser el Bus S-100, anomenat així perquè els connectors tenien 100 pins, que va ser molt popular en els primers ordinadors personals com l'Altair 8800. Tant l'Apple II com l'IBM PC integraven un backplane a la placa mare per targetes d'expansió.

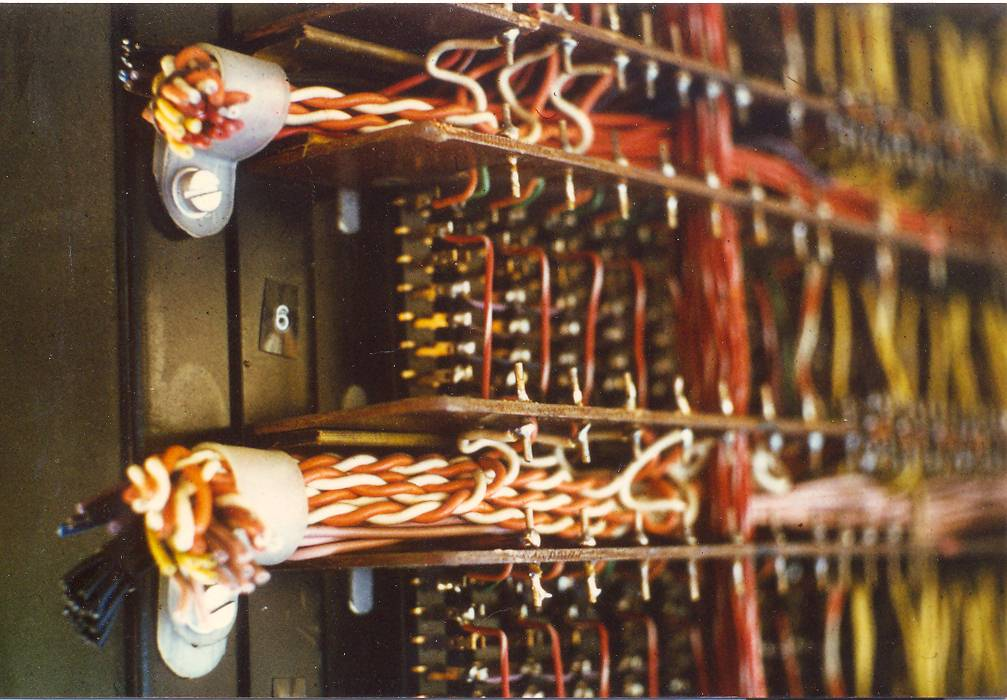
Backplane d'un ordinador Electrologica X1 (1958)

Mentre que una placa mare pot incloure un backplane, el backplane és en realitat una entitat separada. Un backplane es diferencia generalment per la falta de CPU constant, com molt dels xips necessaris per a manejar el bus, mentre que la CPU i el chipset resideixen en una targeta Single Board Computer.
S'utilitzen preferentment backplanes en comptes de cables per la seva major fiabilitat. En un sistema amb cables, aquests es veuen flexionats cada vegada que s'insereix o remou una targeta, cosa que causa eventualment fallades mecàniques. Un backplane no es veu afectat per aquest problema, pel que la seva vida operativa està només limitada per la longevitat dels seus connectors. Per exemple els connectors DIN 41.612 utilitzats en el VMEbus poden suporta de 50 a 500 insercions i retirades (trucades cicles d'aparellament), depenent de la seva qualitat.
Un backplane proporciona una funcionalitat mínima sense un ordinador en una targeta instal·lat que li proporcioni la CPU i altres funcionalitats de l'ordinador. Un ordinador en una targeta (Single Board Computer) que compleix amb l'especificació PICMG 1.3 i compatible amb un backplane PICMG 1.3 és anomenat System Host Board (SHB).2
Un backplane es pot utilitzar sense un ordinador en una targeta per proporcionar alimentació elèctrica a les targetes connectades en ell. És d'ús comú en les empreses que fabriquen targetes d'ampliació per testejar i gravar-les.
A més, hi ha cables de bus d'expansió que permeten estendre a un backplane extern, generalment situat en una carcassa auxiliar, per proporcionar més o diferents ranures d'expansió de les que l'ordinador principal proporciona. Aquests grups de cables tenen un circuit transmissor situat a l'ordinador, una targeta d'expansió situada al backplane extern, i un cable entre tots dos. Aquests cables no necessiten un ordinador en una targeta al backplane remot per controlar les targetes d'entrada / sortida, i aquest només proporciona l'electrònica d'expansió necessària.